# Commentaires sur Corneille
Commentaires sur Corneille est un ouvrage rédigé par l'auteur français Voltaire qui regroupe et analyse les œuvres du dramaturge Pierre Corneille. La première édition fut publiée en 1764 à Genève en 12 volumes. La seconde édition fut publiée 10 ans plus tard complétée par de nouvelles critiques de Voltaire qui révèlent une évolution dans son attitude vis-à-vis de Corneille et de sa critique.
Cet ouvrage est le plus important de Voltaire en ce qui concerne le commentaire critique, décrit par l'auteur comme le fruit de son expérience de 50 ans dans le théâtre.
Bien que très influent à la fin du XVIIIe siècle, il fut perçu de manière plus négative à partir de 1800 alors que les critiques questionnaient la justesse des commentaires de Voltaire et ses motivations.